# Derby de la Côte d'Azur
Derby de la Côte d'Azur (em português: Dérbi da Costa Azul) é o clássico que envolve os dois principais clubes de futebol da Costa Azul: o Monaco e o Nice.

## Estatísticas
Último jogo considerado: Nice 2–3 Monaco, 11 de fevereiro de 2024.
| Competição            | Vitórias do OGC Nice | Empates | Vitórias do AS Monaco | Total |
| --------------------- | -------------------- | ------- | --------------------- | ----- |
| Division 1 / Ligue 1  | 31                   | 26      | 45                    | 102   |
| Division 2 / Ligue 2  | 1                    | 1       | 0                     | 2     |
| Coupe de France       | 3                    | 4       | 9                     | 16    |
| Coupe de la Ligue     | 1                    | 0       | 2                     | 3     |
| Trophée des champions | 0                    | 0       | 1                     | 1     |
| Total                 | 36                   | 31      | 57                    | 124   |